# Comunitat de comunes de la Plana del Rin
La Comunitat de comunes de la Plana del Rin (oficialment: Communauté de communes de la plaine du Rhin) és una Comunitat de comunes del departament del Baix Rin, a la regió del Gran Est.
Creada al 2014, està formada 19 municipis i la seu es troba a Beinheim.

## Municipis
1. Beinheim
2. Buhl
3. Crœttwiller
4. Eberbach-Seltz
5. Kesseldorf
6. Lauterbourg
7. Mothern
8. Munchhausen
9. Neewiller-près-Lauterbourg
10. Niederlauterbach
11. Niederrœdern
12. Oberlauterbach
13. Salmbach
14. Schaffhouse-près-Seltz
15. Scheibenhard
16. Seltz
17. Siegen
18. Trimbach
19. Wintzenbach